# لارنتة مفوفة
لارنتة مفوفة (الاسم العلمي:Larentia albilineata) هي نوع من الحشرات تتبع جنس اللارنتة من الفصيلة الأرفية.